# عناية في علاقة حميمة
العناية في العلاقات الحميمة هي الممارسة المتمثلة في تقديم الرعاية والدعم للشريك في العلاقة الحميمة. تهدف سلوكيات تقديم الرعاية إلى تقليل معاناة الشريك ودعم الجهود التي يبذلها عند مواجهته تهديدات أو تحديات. قد يشمل تقديم الرعاية الدعم العاطفي (التعبير عن الاهتمام، والمودة، والتعاطف، والتشجيع) و/ أو الدعم العملي (توفير المعلومات والمشورة والموارد المادية). يعزز السلوك الفعال لتقديم الرعاية الرفاه النفسي للمستفيد من الرعاية، فضلًا عن تحسين جودة العلاقة بين مقدم الرعاية والمستفيد منها. غير أن بعض طرق تقديم الرعاية تصبح غير فعالة إن كانت دون المستوى، وربما تؤثر سلبًا على المواجهة.

## النظام السلوكي لتقديم الرعاية

### الأصول التطورية
تجادل نظرية التعلق، وهي إطار نظري له تأثير قوي معني بدراسة العلاقات الحميمة وتنمية الشخصية، بأن جميع البشر يولدون ولديهم القدرة والدافع للانخراط في سلوكيات الرعاية التي تهدف إلى توفير الحماية والدعم للآخرين. ينظم هذه السلوكيات نظام سلوكي فطري يُسمى نظام تقديم الرعاية (بالإنجليزية: caregiving system)‏ الذي يُعتقد أنه ظهر خلال تطور الرئيسيات لضمان بقاء الذرية المُستضعفة. يولد الرضع في العديد من أنواع الرئيسيات -بما فيها البشر- مُبتسرين (أي لم يتموا نضوجهم النمائي بالكامل وغير قادرين على إعانة أنفسهم) ولا يمكنهم البقاء على قيد الحياة دون دعم مقدمي الرعاية وحمايتهم. تقترح نظرية التعلق أن هذا الضغط التطوري قد عزّز ظهور النظام السلوكي القائم على تقديم الرعاية، والذي يعمل على حماية المستضعفين المُعالين من الأذى بتوفير الحماية والراحة والمساعدة لهم في أوقات التهديد أو الاحتياج. وعلى الرغم من أن هذا النظام اتُبِع في الأصل في الروابط الأسرية بين الوالدين والأطفال، فإنه تأسس في العلاقات الحميمة للبالغين، إذ يمكن أن يضطلع كلا الشريكين أحيانًا بدور مقدم الرعاية.

### وظائف نظام تقديم الرعاية
وفقًا لنظرية التعلق، يتمثل هدفا النظام السلوكي لتقديم الرعاية في حماية الآخرين المقربين من الأذى وتقليل معاناتهم خلال أوقات التهديد، وتعزيز النمو الشخصي للآخرين وسلوكهم الاستكشافي. يطلق منظرو التعلق على الجانب الأول من سلوك تقديم الرعاية «توفير الملاذ الآمن»، وعلى الجانب الثاني «توفير الأساس الآمن». يرجح أن نظام تقديم الرعاية ينشط عندما يتصور الفرد أن شريكًا في علاقة وثيقة يعاني من خطر أو كرب، أو عندما تتاح للشريك فرصة استكشاف مهارة جديدة أو تعلّمها أو إتقانها، ويمكن أن يستفيد من المساعدة في انتهاز هذه الفرصة أو من الاحتفاء بإنجازاته وتحقيق أهدافه.

### الترابط الوطيد في نظام التعلق
تفترض نظرية التعلق أيضًا أن لدى جميع البشر نظام سلوكي للتعلق الفطري يحفزهم على السعي للتقرب من الشخص الذي يقدم الرعاية (المسمى أيضًا رمز التعلق) خلال أوقات التهديد أو الحاجة. بالتالي يعد سلوك تقديم الرعاية مكملًا لسلوك التعلق. علاوة على ذلك، ترى نظرية التعلق أن فعالية سلوك تقديم الرعاية المسموح به تحدد جودة الارتباط بين مقدم الرعاية ومتلقي الرعاية، فضلًا عن أنها تشكل التوقعات العامة لمتلقي الرعاية فيما يتعلق بالدعم الاجتماعي. في هذا النموذج، كلما وُجد تاريخ من تلقي الرعاية الفعالة لمستقبِل الرعاية من قِبَل أشخاص آخرين حميمين (سواء كانوا آباء في مرحلة الطفولة أو شركاء رومانسيين في مرحلة البلوغ)، تعزز الشعور بالتعلُّق الآمن، وهو توجه شخصي يتسم بوجود توقع بإمكانية التعويل على الآخرين، وما يتبع ذلك من راحة نابعة من الحميمية والتقارب العاطفي. وعلى النقيض من ذلك، كلما وُجد تاريخ لتلقي الرعاية من أشخاص غير مبالين أو رافضين، تعزز رفض التعلق لدى الشخص، وهو التوجه الذي يتسم بعدم الارتياح إزاء العلاقات الحميمة، والعزوف عن الاعتماد على الآخرين طلبًا للدعم، والميل إلى كبت الضيق العاطفي. يُعتقد أن العناية غير المتسقة أو التطفلية من شأنها أن تعزز القلق بشأن التعلق، والانشغال المفرط بالعلاقات الحميمة وعدم القدرة على التعامل مع المحن العاطفية التي يمر بها المرء بفعالية.

## تقديم الرعاية الفعالة

### المفاهيم الأساسية
العنصر الرئيسي في تقديم الرعاية الفعالة هو اتخاذ ما أسماه باتسون (1991) موقفًا عاطفيًا تجاه معاناة أو احتياجات شخص آخر. ذلك يعني تبني منظور الشريك، أو وضع نفسه في محل الشريك للمساعدة في التخفيف من ضيقه في ظروف عصيبة، أو لمساعدته في السعي إلى تحقيق النمو الشخصي وأهداف التنمية في ظروف صعبة. يتميز الموقف التعاطفي بمكونين أساسيين مرتبطين: التأثر والاستجابة (على الرغم من أن هذه المصطلحات تُستخدم أحيانًا بالتبادل في مؤلفات تقديم الرعاية والدعم الاجتماعي). يشير مصطلح التأثر إلى القدرة على الكشف والتفسير الفعال لمؤشرات الضيق أو القلق أو الاحتياج لدى الشريك، وتقديم نوع وحجم الدعم الذي يتناسب مع ما يريده الشريك واحتياجاته. وتكيف الجهود المبذولة هذا لتوفير الرعاية للخصائص الخاصة للحالة المحددة أمر أساسي للرعاية الفعالة. الاستجابة هي القدرة على توفير الدعم بطريقة تجعل الشريك يشعر بأنه مفهوم (أي أن مقدم الرعاية قد حدد بدقة مشكلة المتحدث، واحتياجاته، ومشاعره)، ومُصدَق (أي أن مقدم الرعاية يؤكد أن متلقي الرعاية فرد قيم وأن مشاعره وردوده في الموقف معقولة)، ومُعتنى به (أي ينبغي على مقدم الرعاية أن يمرر شعور العاطفة والقلق). الرعاية التي تفتقر إلى هذين العنصرين قد تكون غير فعالة أو حتى ضارة بسلامة متلقي الرعاية. على سبيل المثال، وجدت دراسة تحقق في تأقلم مرضى سرطان الثدي أن هؤلاء النساء يختلفن في أنواع الدعم التي يرغبن في الحصول عليها، كما أن عدم التوافق بين نوع الدعم المطلوب ونوع الدعم الذي يُتلَّقى (أي انخفاض تأثر باحتياجات الدعم الفريدة للشريك) توقع حدوث تأقلم أسوأ. تشمل المحاولات غير المفيدة في مجال الدعم الاجتماعي ما يلي: التقليل من شأن المشكلة (على سبيل المثال، التقليل من شأن المشكلة أو إنكارها)، التضخيم (كالتهويل مثلا، أي جعل المشكلة تبدو غير عملية أو غير قابلة للحل)، وإلقاء اللوم على الشريك أو انتقاده بسبب سوء حظه، وتحفيز الشعور بالذنب أو المديونية، والتدخل المفرط (على سبيل المثال، الإفراط في توفير الحماية، وجعل متلقي الرعاية يشعر بعدم الكفاءة، والتدخل في المشكلة عندما يرغب الشريك في حلها بشكل مستقل).

### الدعم غير المرئي
حتى الدعم حسن النية يمكن أن يؤثر سلبًا على تكيف متلقي الرعاية النفسي مع الأحداث المجهدة إذا كان غير ملائم أو مفرط، أو يسلط الضوء –من دون قصد– على حقيقة أن متلقي الرعاية لا يملك المهارات أو الموارد الكافية للتعامل مع عامل الإجهاد/ بنفسه. وبالتالي، طرح نيال بولغر وزملاؤه فكرة مفداها أن الدعم يكون أكثر فعالية عندما يكون «غير مرئي»، أو يعمل خارج نطاق الوعي المباشر لدى متلقي الرعاية. لدراسة هذا الاقتراح، عيّن الباحثون أزواجًا كان أحدهم طالب قانون يستعد لحدث مجهد للغاية -امتحان نقابة المحامين في ولاية نيويورك– وطلبوا من كلا الزوجين أن يملئا دفتر يومياتهما بشأن الدعم العاطفي المُقدم والمُعطى لهما. وجدوا أن طلاب القانون أظهروا مستويات عالية من الاكتئاب في الأيام التي ذكروا أنهم تلقوا فيها الدعم، ولكن مستويات أقل من الاكتئاب في الأيام التي أفاد فيها شركاؤهم أنهم قدموا دعمًا أكبر مما أفاد به طلاب القانون.